# Bandar Negeri (Bintang Bayu)
Bandar Negeri is een bestuurslaag in het regentschap Serdang Bedagai van de provincie Noord-Sumatra, Indonesië. Bandar Negeri telt 831 inwoners (volkstelling 2010).